# Иноуэ, Кадзухико
Кадзухико Иноуэ (яп. 井上和彦 Иноуэ Кадзухико) — японский сэйю, наиболее известный по роли Какаси Хатакэ в аниме-сериале «Наруто».

## Биография
Иноуэ родился 26 марта 1954 года в Иокогаме. Дебютировал в 1973 году и с тех пор стал одним из самых известных сэйю Японии. Иноуэ также занимается озвучиванием в видеоиграх, drama CD, выпускает музыкальные альбомы, участвует в дубляже фильмов и мультфильмов на японском языке: например, принц Эрик в «Русалочке», Гарри в фильме «Когда Гарри встретил Салли», Генри Свинтон в «Искусственном разуме», Джек Шепард в сериале «Остаться в живых».

## Роли в аниме
- Ace wo Nerae! 2 (Такаюки Тодо)
- Ace wo Nerae! Final Stage (Такаюки Тодо)
- Adventures of Puss-in-Boots (Торусэн)
- Akai Hayate (Хаятэ)
- Angel's Feather (Рэя Вакабаяси)
- Anne of Green Gables (Гилберт)
- Anime Sanjushi (герцог Бекингем)
- Arrow Emblem Grand Prix no Taka (Спид, Антонио)
- Ashita Tenki ni Nare! (Отагуро)
- Attack on Titan (Вилли Тайбур)
- Bagi, the Monster of Mighty Nature (Рё)
- Bakumatsu Kikansetsu Irohanihoheto (Сотэцу Ибараги)
- Bats and Terry (Бацу)
- Battle Athletes Victory (Эрик Робертс)
- Battle Royal High School (Юки Тосихиро)
- Biohunter (Камагая)
- Blue Comet SPT Layzner (Альберто, Эйдзи Асука)
- Blue Seed (Мамору Кусанаги)
- Blue Seed 1.5.2 Kasanagi Special (Мамору Кусанаги)
- Blue Seed Beyond (Мамору Кусанаги)
- Bomberman Bidaman Bakugaiden (Сасурайбон)
- Borgman (Чак)
- Candy Candy (Энтони)
- Captain Future (Кен Скотт)
- Captain Tsubasa (Карлос Сантана)
- Case Closed (Инспектор Сиратори)
- Chogattai Majutsu Robot Ginguiser (Горо Сироганэ)
- Chrono Crusade (Аион)
- City Hunter (Синъити Ёцуи)
- Cosmo Police Justy (Кайзард)
- Cowboy Bebop: The Movie (Гадкинс)
- Cyborg 009 (Симамура Дзёэ)
- Daimaju Gekito: Hagane no Oni (Харука Элфорд)
- Darker than Black (Ноябрь11)
- Descendants of Darkness (Мибу Ория)
- Detective Conan: 16 Suspects (Инспектор Сиратори) as Inspector Shiratori
- Detective Conan: Captured in Her Eyes (Кёсукэ Кадзато)
- Detective Conan: Countdown to Heaven (Инспектор Сиратори)
- Detective Conan: Crossroad in the Ancient Capital (Инспектор Сиратори)
- Detective Conan: Magician of the Silver Sky (Инспектор Сиратори)
- Detective Conan: Strategy Above the Depths (Инспектор Сиратори)
- Detective Conan: The Phantom of Baker Street (Инспектор Сиратори)
- Detective Conan: The Private Eyes' Requiem (Инспектор Сиратори)
- Doraemon-1979 (Учитель Нобиты)
- Doraemon: Nobita's Genesis Diary (Ёсихидэ)
- Dream Dimension Hunter Fandora (Сорто)
- Earthian (Кагэцуя)
- Elementalors (Сики)
- Ergo Proxy (Кадзукису)
- Excel Saga (Дик, Сиодзи Годзё)
- Fairy Tail (Гилдартс Клайв)
- Fang of the Sun DOUGRAM (Крин)
- Five Star Stories (Колус III)
- Fruits Basket (Хатори Сома)
- Fuma no Kojirou: Yasha-hen (Косукэ Мибу)
- Fushigi Yuugi (Роко)
- Galaxy Angel (Минами Асагая)
- Gall Force: Earth Chapter (Бауэр)
- Gintama (Оборо)
- Golion Акира Коганэ)
- Gravitation (Юки Эйри)
- Gravitation: Lyrics of Love (Юки Эйри)
- Grey : Digital Target (Грэй)
- Handsome Girl (Окита)
- Haou Taikei Ryuu Knight (Ларсер)
- Happiness Charge Precure! (Рэд)
- Haré+Guu (Рэйдзи-сэнсэй)
- Haru wo Daiteita (Сава Нагиса)
- Harukanaru Toki no Naka de Hachiyo Sho (Татибана но Томомаса)
- Harukanaru Toki no Naka de ~Ajisai Yumegatari~ (Татибана но Томомаса)
- Harukanaru Toki no Naka de 2 ~Shiroki Ryuu no Miko~ (Хисуй)
- Harukanaru Toki no Naka de ~Maihitoyo~ (Татибана но Томомаса)
- Here is Greenwood (Кадзухиро Хасукава)
- High School Aurabuster (Сугуро)
- Hotori - Tada Saiwai wo Koinegau (Профессор Симидзу)
- Humanoid Monster Bem (Бем)
- Hyakujitsu no Bara — Maiden Rose (Клаус)
- Idol Tenshi Youkoso Yoko (Миккии)
- Igano Kabamaru (Кинсиро)
- Ikkyu-san (Тэцусай)
- Inu Yasha (Рёкуцусэй)
- Iriya no Sora, UFO no Natsu (Эномото)
- Jojo’s Bizarre Adventure (Карс)
- Jungle wa itsumo Hale nochi Guu Deluxe (Рэдзи)
- Junjou Romantica (Мияги)
- Junk Boy (Манай Тэцу)
- Justy (Кайзард)
- Katekyo Hitman Reborn! (Молниеносный Гамма)
- Karakuri Kiden Hiwou Senki (Рёма Сакамото)
- Katri, Girl of the Meadows (Акки)
- Kikaider (Какайдер, Рэй)
- Koutetsu Sangokushi (Рёсо Кокэцу)
- Kujibiki Unbalance (Юуя Кабураки)
- Kusatta Kyoushi no Houteishiki (Масаёси Сибата)
- Kyo Kara Maoh! (Гюнтер фон Крайст)
- Legend of Basara (Сюри)
- Legend of the Galactic Heroes (Дасти Аттенборо)
- Legend of the Galactic Heroes: Overture to a New War (Дасти Аттенборо)
- Legendz: Yomigaeru Ryuuou Densetsu (Сирон, Рансин)
- Leina: Wolf Sword Legend (Сонода)
- Let's Dance With Papa (Сигурэ Амати)
- Lucy of the Southern Rainbow (Джон)
- Luna Varga (Гилберт)
- Lunn Flies into the Wind (Акира Тоёда)
- Mahou no Tenshi Creamy Mami (Синго Татибана)
- Mahou no Yousei Persia (Кэндзи Саваги) as Kenji Sawaki
- Megazone 23 Part II (Гарам)
- Magical Angel Creamy Mami (Синго Татибана)
- Mister Ajikko (второй Такао Адзиёси)
- Mobile Suit Zeta Gundam (Мэсса)
- Mobile Suit Zeta Gundam: A New Translation (Мэсса)
- Moonlight Mile (Горо Саруватари)
- Naruto (Какаси Хатакэ)
- Naruto the Movie: Snow Princess' Book of Ninja Arts (Какаси Хатакэ)
- Naruto the Movie 2: Great Clash! The Illusionary Ruins at the Depths of the Earth (Какаси Хатакэ)
- Naruto the Movie 3: The Animal Riot of Crescent Moon Island (Какаси Хатакэ)
- Naruto Shippuuden (Какаси Хатакэ)
- Natsume’s Book of Friends (Мадара)
- Ninja Senshi Tobikage (Дзё Мая)
- Oishinbo (Сиро Ямаока)
- Otohime Connection (Митио Хирано)
- Ouran High School Host Club (Юдзуру Суо)
- Parasite Dolls (Базз)
- Princess Nine (Хидэхико Каякава)
- Ranma ½ (Микадо Сандзэнин)
- Ranma ½: Big Trouble in Nekonron, China (Бисямонтэн, Микадо Сандзэнин)
- Rhea Gall Force (Бауэр)
- Romeo x Juliet (Уильям)
- Rurouni Kenshin (Сигурэ)
- Saber Rider and the Star Sheriffs (Билл)
- Saikano (Отец Сюдзи)
- Saint Seiya (Око)
- Saint Tail (Гэнъитиро Ханэока)
- Samurai Deeper Kyo (Мурамаса)
- Samurai X: The Motion Picture (Такими Сигурэ)
- Samurai: Hunt for the Sword (Торай Намбан)
- School Rumble (Отец Эри)
- Seikimatsu Darling (Ёитиро Такасуги)
- Sekushi Commando Gaiden: Sugoiyo! Masaru-san (Танака «Сьюзан» Фумико)
- Seraphim Call (отец в 11 серии)
- Shinshaku Sengoku Eiyuu Densetsu Sanada Jyuu Yuushi The Animation (Нэдзу Дзимпати)
- Showa ahozoshi akanuke ichiban! (Кодзиро)
- Shrine of the Morning Mist (Тадааки Амацу)
- Soreike! Anpanman (Кацубусиман)
- Space Battleship Yamato (Акира Ямамото)
- Space Pirate Mito (Мицукуни Кагеро)
- Space Warrior Baldios (Дэвид Уэйн / Милан)
- Spiral: Suiri no Kizuna (Киётака Наруми)
- Spirit Warrior (Ко Кайхо)
- Starship Troopers (Смит)
- Super Atragon (Сторнер)
- Super Dimensional Cavalry Southern Cross (Алан)
- Sword for Truth (Сюранносукэ Сакаки)
- Tactics (Ватанабэ)
- Takegami - Guardian of Darkness (Койти)
- Tales of Phantasia (Лестер)
- Tenku Senki Shurato (Карура Рэйга)
- The Galaxy Railways (Юки Ватару)
- The Heroic Legend of Arslan (Дарюун)
- The Ideon: A Contact (Хатари Набуру)
- The Ideon: Be Invoked (Хатари Набуру)
- The Melancholy of Haruhi Suzumiya (Кэйити Тамару)
- The Phoenix: Chapter of Yamato (Огуна)
- The Place Promised in Our Early Days (Томидзава)
- The Samurai (Торай)
- Tobira o Akete (Сайки Харука)
- Tokimeki Tonight (Роки)
- Touch (Акио Нитта)
- Tsukimichi: Moonlit Fantasy (Патрик Рембрандт)
- Urban Square (Рё Мацумото)
- Urusei Yatsura (Цубамэ Одзуно)
- Vampire Princess Miyu (Падзусу)
- Versailles no Bara (Ганс Аксель фон Ферсен)
- Vie Durant (Сириидзу)
- Voltron (Акира Коганэ)
- Windaria (Сиру)
- Wrath of the Ninja - The Yotoden Movie (Хаятэ но Сакон)
- Yoroshiku Mechadock (Нати Ватару)
- Yu-Gi-Oh! Duel Monsters GX (DD)
- Киберпанк: Бегущие по краю (Фарадей)

## Озвучивание в видеоиграх
- Crisis Core: Final Fantasy VII (Анджил Хьюли)
- Hana Ki Sou (Куротака)
- Harukanaru Toki no Naka de (Татибана но Томомаса)
- Hoshi no Oujo 3 (Аматэрасу)
- Kingdom Hearts II (Принц Эрик)
- Mugen no Frontier: Super Robot Wars OG Saga (Рэйдзи Арису)
- Namco x Capcom (Рэйдзи Арису)
- Naruto: Narutimate Hero (Хатакэ Какаси)
- Naruto Shippuuden: Narutimate Accel (Хатакэ Какаси)
- Battle Stadium D.O.N (Хатакэ Какаси)
- For Honor (Арамуса)

## Музыкальные альбомы
- Ai (愛) (2003 г.)
- Aurora Curtain (オーロラのカーテン)
- Bokura no Sora (僕らの空　Chiguhagu)
- Bokura no Sora II (僕らの空 II)
- Have a Good Dream
- Koi (恋) (2003 г.)
- Long Time No See (1992 г.)
- Monjya de Chiguhagu (MONJYA！de　ちぐはぐ)
- Ohayou-Oyasumi (おはようおやすみ) VOL.1
- 海人 ハミハミハ島の伝説
- White Land